# Казинский сельсовет (Андроповский район)
Кази́нский сельсове́т — упразднённое сельское поселение в Андроповском районе Ставропольского края Российской Федерации.
Административный центр — село Казинка.

## История
Статус и границы сельского поселения установлены Законом Ставропольского края от 4 октября 2004 год № 88-КЗ «О наделении муниципальных образований Ставропольского края статусом городского, сельского поселения, городского округа, муниципального района».
С 16 марта 2020 года, в соответствии с Законом Ставропольского края от 31 января 2020 г. № 2-кз, все муниципальные образования Андроповского муниципального района были преобразованы путём их объединения в единое муниципальное образование Андроповский муниципальный округ.

## Население
| 1989  | 2002  | 2010  | 2011  | 2012  | 2013  | 2014  |
| ----- | ----- | ----- | ----- | ----- | ----- | ----- |
| 1910  | ↘1879 | ↘1808 | ↘1807 | ↗1811 | ↘1801 | ↗1803 |
| 2015  | 2016  | 2017  | 2018  | 2019  | 2020  |       |
| ↘1754 | ↗1766 | ↘1720 | ↘1677 | ↘1610 | ↘1567 |       |

### Национальный состав
По итогам переписи населения 2010 года проживали следующие национальности (национальности менее 1 %, см. в сноске к строке «Другие»):
| Национальность | Численность | Процент |
| -------------- | ----------- | ------- |
| Русские        | 1275        | 70,52   |
| Даргинцы       | 138         | 7,63    |
| Табасараны     | 52          | 2,88    |
| Карачаевцы     | 46          | 2,54    |
| Эстонцы        | 46          | 2,54    |
| Абазины        | 43          | 2,38    |
| Агулы          | 34          | 1,88    |
| Кумыки         | 28          | 1,55    |
| Осетины        | 24          | 1,33    |
| Греки          | 19          | 1,05    |
| Другие         | 103         | 5,70    |
| Итого          | 1808        | 100,00  |

## Состав сельского поселения
| № | Населённый пункт | Тип населённого пункта       | Население |
| - | ---------------- | ---------------------------- | --------- |
| 1 | Казинка          | село, административный центр | ↘1169     |
| 2 | Подгорное        | село                         | ↘300      |
| 3 | Терновский       | хутор                        | ↘62       |

## Местное самоуправление
Дума Водораздельного сельсовета
Срок полномочий депутатов — 5 лет; количество депутатов — 10 чел.
Председатели Думы
- Ерёмин Владимир Михайлович

Администрация Водораздельного сельсовета
Срок полномочий главы администрации сельсовета — 5 лет.
Главы администрации
- с 5 декабря 2005 года — Ерёмин Владимир Михайлович[20]